# Припять-Стоход
«Припять-Стоход» (укр. «Прип'ять-Стохід») — национальный парк, расположенный на территории Камень-Каширского района Волынской области Украины.
Создан 13 августа 2007 года. Площадь — 39 315,5 га.
Поймы рек Припять и Стоход, что в составе парка, имеют статус водно-болотных угодий международного значения, согласно Рамсарской конвенции с особым охранным режимом.

## История
В 1980-х годах на территории бывшего Любешовского района был создан ряд заказников. В 1995 году создан региональный ландшафтный парк «Припять-Стоход», который объединил часть данных территорий.
Природный парк был создан 13 августа 2007 года согласно Указу Президента Украины Виктора Ющенко с целью сохранения, возобновления и рационального использования природных комплексов долины реки Припять, имеющих важное значение. Парк был основан путём реорганизации одноимённого регионального ландшафтного парка, созданного в 1995 году, и добавлением других природоохранных объектов Любешовского района.

## Описание
Общая площадь парка составляет 39315,5 га, в том числе 5961,93 га земель, которые предоставлены ему в постоянное пользование.
Парк «Припять-Стоход» включает водно-болотные угодья в пойме реки Припять на крайнем северо-востоке Волынской области. Парк имеет вытянутую с запада на восток форму. Берёт начало у впадения в Припять реки Турья и тянется вдоль русла (включая пойму) до восточной границы Волынской области с Ровненской областью и Беларусью. На крайнем востоке парк включает приток Припяти Стоход (русло в составе парке доходит до пгт Любешов, включая пойму). На территории парка есть два крупных озера: Белое и Любяж (при впадении Коростянки в Припять).
Структура земель парка: болота — 43 %, леса — 35 %, кустарники — 16 % и водоёмы — 6 %.

## Природа
В парке сформировался своеобразный растительный покров, в котором преобладают гидрофильный комплекс растительности. На территории парка произрастает свыше 550 видов высших сосудистых растений; 21 вид растений занесён в Красную книгу Украины. Лесная растительность преимущественно представлена сосновыми и ольховыми лесами с присутствием берёзы, также есть березняки и фрагменты грабово-дубовых насаждений. Кустарниковая растительность — зарослями кустарниковых ив, которые встречаются на болотах и песчаных грядах. Луговая растительность встречается на участках между лесом и болотом, и в долинах рек и у озёр. Растительность открытых травяных болот — высокотравными сообществами растений с преобладанием камыша и манника большого.
На территории парка фауна представлена 255 зарегистрированными видами хребетных: променеперых (рыб) — 24, саламандровых — 2, бесхвостых земноводных — 9, черепах — 1, пресмыкающихся — 4, птиц — 186, млекопитающий — 29. 28 видов животных занесены в Красную книгу Украины. Водно-болотные угодья — богатейшая видовая среда обитания. Территория парка является местом массовых сезонных миграций птиц.